# عصب بلعومي
العصب البلعوميّ (بالإنجليزية: Pharyngeal nerve)‏ هو فرع صغير ناشئ عن الجزء الخلفي من العقدة الجناحية الحنكية.
ويمر العصب البلعومي عبر النفق الغمدي الحنكي مع الشعبة البلعومية لشريان الفك العلوي، ويتشعّب إلى الغشاء المخاطي للجزء الأنفي من البلعوم، خلف الأنبوب السمعي (قناة استاكيوس).